# Colopea laeta
Colopea laeta är en spindelart som först beskrevs av Tord Tamerlan Teodor Thorell 1895.  Colopea laeta ingår i släktet Colopea och familjen Stenochilidae. Inga underarter finns listade i Catalogue of Life.